# Harfenschnecken
Die Harfenschnecken (Harpidae) sind eine kleine, vergleichsweise artenarme Familie der Schnecken, die in den tropischen und subtropischen Meeren vorkommt.

## Merkmale
Die Gehäuse der Harfenschnecken zeigen meist eine niedrige Spirale; die Mündung ist entsprechend lang und kann in manchen Arten auch recht breit werden. Häufig sind die Gehäuse mit Spiralmustern und z. T. auch mit Knoten und Dornen ornamentiert. Sie tragen meist auch Farbmuster. Die Adultgröße der Gehäuse reicht von etwa 3 bis 11 cm. Der Fuß ist bei manchen Arten extrem groß mit einem großen Propodium. Ein kleines Operculum kann bei manchen Arten vorhanden sein. Die Radula ist relativ klein und weist ein oder drei Elemente pro Querreihe auf. Die unpaare Kieme ist mäßig groß. Auffallend ist das sehr große Osphradium. Die Geschlechter sind getrennt, gelegentlich kommt auch Sexualdimorphismus vor, der sich auch im Gehäuse dokumentiert. Über die frühontogenetische Entwicklung sind nur von wenigen Arten Daten vorhanden. Eine Harpa-Art heftet die Eikapseln gewöhnlich an Hartsubstrat an; sie enthalten etwa 3000 bis 4000 Eier. Die Entwicklung erfolgt bei dieser Art über planktonfressende Veliger-Larven. Eine Morum-Art versorgt die Eier mit großen Mengen Eiklar; die Eikapseln enthalten dafür nur etwa 12 Eier. Die Eier entwickeln sich in der Eikapsel zu Veliger-Larven, durchlaufen die Metamorphose und die Jungschnecken schlüpfen als fertige Tierchen.

## Lebensweise
Die Harfenschnecken sind weit verbreitet, kommen aber nur in den wärmeren Meeren vor. Auf der Südhalbkugel erstreckt sich das Vorkommen bis nach Südaustralien (etwa 40. Breitengrad). Auf der Nordhalbkugel reicht die Verbreitung bis etwa zum 30. Breitengrad. Harfenschnecken sind in der Mehrzahl Bewohner des flacheren Wassers bis etwa 200 m Tiefe. Nur einige wenige Arten kommen noch im oberen Bathyal vor. Die meisten Arten sind während der Ruhephasen eingegraben im Weichsediment. Zur Beutesuche begeben sie sich aber auf Hartsubstrat. Die Harfenschnecken leben räuberisch und gelegentlich als Aasfresser. Soweit bekannt, besteht die Nahrung aus Zehnfußkrebsen: kleinen Krabben und Garnelen. Die Beute wird mit Hilfe des großen Fußes überwältigt, mit Schleim und anhaftendem Sand bedeckt und durch Speichel getötet und vorverdaut.
Werden Harfenschnecken angegriffen, so werfen sie einen Teil des Fußes ab, der sich weiterhin bewegt und den Fressfeind ablenkt (Autotomie).

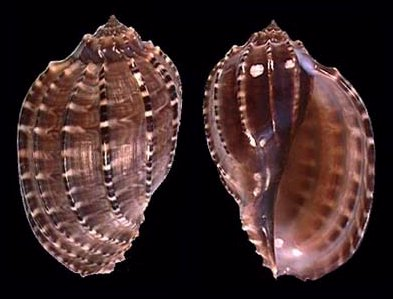
Gehäuse von Harpa articularis

## Systematik
Die Familie wird nach Bouchet & Rocroi (2005) in drei Unterfamilien unterteilt:
- Harpinae Bronn, 1849
- †Cryptochordinae Korobkov, 1955
- Moruminae Hughes & Emerson, 1987